# Mammutschnecke
Die Mammutschnecke (Ryssota otaheitana, Syn.: Ryssota ovum (Valenciennes 1854)) ist eine philippinische  Landlungenschnecke der Gattung Ryssota.

## Merkmale
Das Gehäuse dieser Landlungenschnecke kann einen Durchmesser von 70–100 mm erreichen. Es variiert in der Farbe von blass hornfarben bis kastanienbraun. Bei einigen Unterarten ist die Spitze (Apex) heller als die Gehäusebasis, bei anderen ist es umgekehrt und bei einigen sind Spitze und Gehäusebasis gleich gefärbt. Die Apertur (Öffnung) ist groß, ihre Innenseite ist weiß, bläulich weiß oder bläulich weiß mit purpurfarben Ton. Spiral-Riefen sind in der Regel vorhanden.

## Verbreitung
Ryssota otaheitana ist ein Endemit der Philippinen. Ihre Verbreitung ist auf Luzon, nach Faustino (1930) auch auf Panay (Visayas), beschränkt.

## Lebensweise
Ryssota otaheitana ist nachtaktiv und kommt an der Basis von Bäumen oder an deren Brettwurzeln, unter Laub und an der Unterseite abgefallener Äste und auf verwittertem Fels vor, wo sie durch ihre Färbung gut getarnt und nur schwer zu finden ist. Sie ist auf Feuchtigkeit angewiesen und tritt deshalb in der Regenzeit gehäuft auf. Während der Trockenzeit ist sie eher in Feuchtgebieten und an kühleren Orten zu finden. Der Bestand ist durch Waldbrände und Übersammlung bedroht.

## Taxonomie
Die Art wurde 1821 von André Étienne d’Audebert de Férussac unter dem Namen Helix otaheitana beschrieben.

## Verwendung
Auf den Philippinen dient die Mammutschnecke als Nahrungsmittel und als Zusatz für Tierfutter. Ihr Schneckenhaus (meist braun-weiß gefärbt, ca. 10 cm Durchmesser) wird häufig als Dekorationsartikel angeboten.